# Béning-lès-Saint-Avold
Béning-lès-Saint-Avold é uma comuna francesa na região administrativa do Grande Leste, no departamento de Mosela. Estende-se por uma área de 3.69 km², e possui 1.146 habitantes, segundo o censo de 2018, com uma densidade de 310 hab/km².